# Alvan T. Fuller

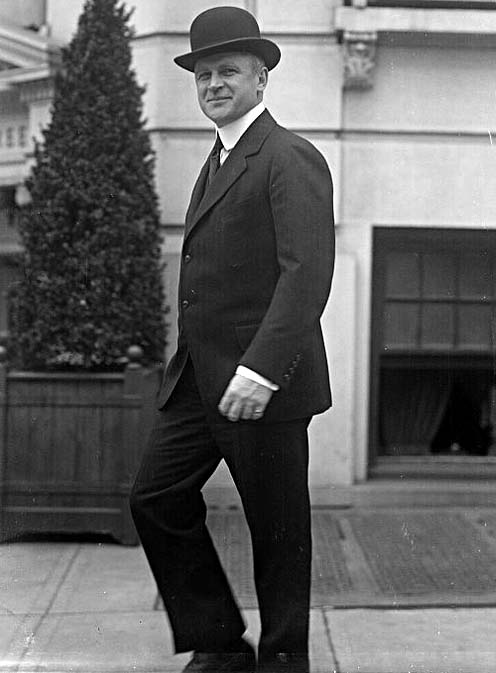
Alvan T. Fuller (1917)

Alvan Tufts Fuller (* 27. Februar 1878 in Boston, Massachusetts; † 30. April 1958 ebenda) war ein US-amerikanischer Politiker und von 1925 bis 1929 Gouverneur des Bundesstaates Massachusetts. Zwischen 1917 und 1921 vertrat er seinen Staat im US-Repräsentantenhaus.

## Frühe Jahre und politischer Aufstieg
Alvan Fuller besuchte die öffentlichen Schulen seiner Heimat und das Burdett’s Business College in Boston. Nach seiner Schulzeit arbeitete er in einem Fahrradgeschäft. Mit dem zunehmenden Aufkommen an Kraftfahrzeugen wurde Fuller einer der erfolgreichsten Autohändler in den Vereinigten Staaten. Politisch wurde er Mitglied der Republikanischen Partei. Zwischen 1915 und 1917 war er Abgeordneter im Repräsentantenhaus von Massachusetts.

## Kongressabgeordneter und Gouverneur
Zwischen dem 4. März 1917 und dem 5. Januar 1921 vertrat Alvan Fuller seinen Staat als Abgeordneter im Kongress. Von 1921 bis 1925 war er als Vizegouverneur Stellvertreter von Gouverneur Channing H. Cox, zu dessen Nachfolger er im November 1924 gewählt wurde. Fuller trat sein neues Amt am 6. Januar 1925 an und konnte es nach einer Wiederwahl bis zum 8. Januar 1929 ausüben. In dieser Zeit wurde das Haushaltsdefizit reduziert und die Verwaltung reformiert. In seine Zeit als Gouverneur fällt auch der weltweit aufsehenerregende und umstrittene Sacco-und-Vanzetti-Prozess. Dabei wurden die beiden Angeklagten nach siebenjähriger Haft zum Tode verurteilt und hingerichtet.

## Weiterer Lebenslauf
Nach dem Ablauf seiner Gouverneurszeit wurde Fuller Vorsitzender der Cadillac-Oldsmobile Company. Bemerkenswert ist, dass er aufgrund seines privaten Vermögens für seine politische Tätigkeiten kein Geld nahm. Er hat seine Gehaltsschecks nie eingelöst. Alvan Fuller starb im April 1958. Mit seiner Frau Viola Davenport hatte er vier Kinder.